# Hothfield
Hothfield is een civil parish in het bestuurlijke gebied Ashford, in het Engelse graafschap Kent met 780 inwoners.